# R-21 (Montenegro)
De R-21 of Regionalni Put 21 is een regionale weg in Montenegro. De weg loopt van de grens met Bosnië en Herzegovina bij Šula naar Gradac en is 11 kilometer lang. In Bosnië en Herzegovina loopt de weg als M-8 verder naar Foča.

## Geschiedenis
In de tijd dat Montenegro bij Joegoslavië hoorde, was de M-8 onderdeel van de Joegoslavische hoofdweg M8. Deze weg liep van Foča naar Novi Pazar. Na het uiteenvallen van Joegoslavië en de onafhankelijkheid van Montenegro kreeg dit deel van de weg het nummer R-21. 